# 마차 (음료)
마차 또는 산약차(山藥茶)는 "산약"이라고도 불리는 마 뿌리로 만든 차이다. 물 600mL에 마 뿌리(산약) 60g을 썰어 넣고 끓이거나, 참마 뿌리 120g의 즙을 짜서 넣고 끓인다. 마 뿌리를 말려 가루를 낸 다음 물에 타먹기도 한다.

## 같이 보기
- 천마차